# الرماحية
الرماحية هي مدينة مندثرة كانت تقع جنوب غرب النجف بالقرب من نهر الفرات ضمن الحدود الإدارية الحالية لقضاء الشنافية في محافظة الديوانية. كانت تعد من المناطق الزراعية الخصبة ومركزاً للعشائر العربية، لا سيما قبيلة الرماحي التي اشتُق اسمها من المدينة نفسها.

## التاريخ
تعود جذور مدينة الرماحية إلى قرون مضت، وكانت منطقة عامرة بالبساتين والزراعة نتيجة لقربها من نهر الفرات، إلا أنها تعرضت لفيضانات متكررة، أشهرها طغيان نهر الفرات في سنة 1112 هـ (1700 م)، والذي أدى إلى اندثارها بشكل كامل، فهجرت الأسر مساكنها إلى مواقع أخرى، أبرزها الشنافية الحديثة التي تأسست لاحقاً.

## الجغرافيا والموقع
تقع المدينة القديمة على مقربة من موقع الشنافية الحالي، بين نهري الفرات والحلة، ضمن السهل الرسوبي في جنوب العراق. كانت المنطقة تمتاز بوفرة المياه والطمي الزراعي، مما جعلها مركزاً مهماً للاستقرار البشري.

## السكان والعشائر
كانت المدينة مأهولة بعدد من العشائر العربية، أبرزها عشيرة الرماحي التي نسبت إليها لاحقاً. وبالرغم من اندثار المدينة، فإن الأثر الثقافي والاجتماعي بقي حاضراً من خلال العشيرة التي لا تزال تقيم في مناطق وسط وجنوب العراق.

## الأثر في التراث
الرماحية تمثل جزءاً من الذاكرة المحلية في جنوب العراق، ويُشار إليها كثيراً في أدبيات العشائر والأنساب، كما أن هنالك إشارات متعددة في وثائق تعود للعهد العثماني لكونها مركزاً قبلياً مهماً. ويُعتقد أن لها صلة بمراكز دينية محلية بسبب قربها من النجف.